# Jagodina
Jagodina (en serbe cyrillique : Јагодина) est une ville de Serbie située  dans le district de Pomoravlje. Au recensement de 2011, la ville intra muros comptait 37 282 habitants et son territoire métropolitain, appelé ville de Jagodina (en serbe : Град Јагодина et Grad Jagodina), 71 852.
Jagodina est le centre administratif du district de Pomoravlje.

## Géographie
Jagodina est située au centre de la Serbie, à 136 km au sud de Belgrade et à 42 km de Kragujevac. La ville se trouve sur les rives de la rivière Belica, aux confins des régions de la Šumadija et du Pomoravlje, dans la sous-région de Belica. Elle se situe dans la dépression de Paraćin-Jagodina, qui forme une bande étroite sur les deux rives de la Velika Morava et qui, de la gorge de Stalac au sud à celle de Bagrdan au nord. s'étend sur une longueur de 45 km et une largeur de 28 km. L'altitude y est comprise entre 116 m (à Jadodina) et 213 m au mont Đurđevo brdo. À l'est, les montagnes qui entourent la Ville font partie des contreforts des Carpates serbes. À l'ouest, elles font partie des premiers contreforts des Rhodopes, avec les monts Juhor (774 m), Crni Vrh (707 m) et Gledić (922 m) ; entre ces sommets se trouve le bassin de Levač. La région de Jagodina est sujette aux tremblements de terre ; l'un des plus importants d'entre eux eut lieu en 1910, avec un épicentre situé dans la partie orientale de la région de la Resava.
Le territoire de la ville de Jagodina couvre une superficie de 470 km2. Elle est entourée par les municipalités de Svilajnac au nord, de Despotovac au nord-est et de Batočina au nord-ouest. À l'est et au sud-est, elle est limitrophes des municipalités de Paraćin et de Ćuprija ; à l'est, elle touche la municipalité de Pivara, qui fait partie du territoire de la ville de Kragujevac et, au sud-est, elle est bordée par celle de Rekovac. Les précipitations moyennes annuelles y sont de 619 mm, avec un pic en mai (83 mm) et un creux en février (35 mm).

## Climat
Le climat de Jagodina est de type continental modéré, avec des hivers froids et des étés chauds. La température moyenne annuelle y est comrise entre 11,2 °C et 11,7 °C. La température moyenne la plus basse est de −0,8 °C en janvier et la plus élevée de 22,2 °C en juillet. La température moyenne y est de 10 °C en mars et ce niveau est atteint ou dépassé jusqu'en novembre. L'ensoleillement annuel y est de 2 068 heures, dont 1 759 heures de mars à octobre.

## Histoire
Jagodina est mentionnée pour la première fois en 1399 sous le nom de « Jagodna ». Étymologiquement, Jagodina est la ville de la « fraise ». Entre 1946 et 1992, elle s’est appelée Svetozarevo, du nom d’un socialiste serbe du XIXe siècle, Svetozar Marković.
Au moment de la première révolte serbe contre les Turcs, Jagodina fut le théâtre de nombreuses batailles. Au cours du XIXe siècle et après la Seconde Guerre mondiale, la ville s’est fortement industrialisée. En 1999, pendant les bombardements de l’OTAN, qui durèrent 78 jours, la ville fut sévèrement endommagée.

## Localités de la ville de Jagodina

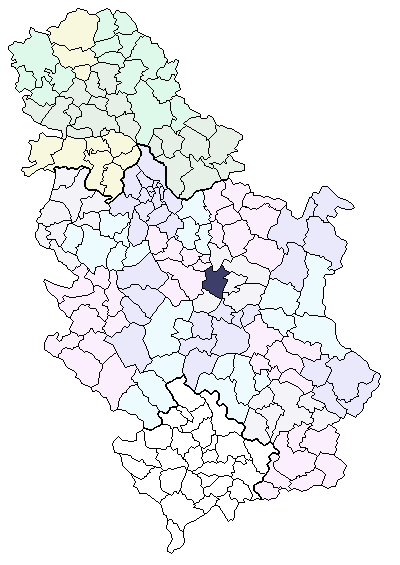
Localisation de la ville de Jagodina en Serbie

La ville de Jagodina (ex-municipalité) compte 53 localités :
| - Bagrdan - Belica - Bresje - Bukovče - Bunar - Vinorača - Voljavče - Vranovac - Vrba - Glavinci - Glogovac - Gornje Štiplje - Gornji Račnik - Deonica - Dobra Voda | - Donje Štiplje - Donji Račnik - Dragocvet - Dragoševac - Dražmirovac - Duboka - Ivkovački Prnjavor - Jagodina - Jošanički Prnjavor - Kalenovac - Kovačevac - Kolare - Končarevo - Kočino Selo - Lovci | - Lozovik - Lukar - Majur - Mali Popović - Medojevac - Međureč - Miloševo - Mišević - Novo Lanište - Rajkinac - Rakitovo - Ribare - Ribnik - Siokovac - Slatina | - Staro Lanište - Staro Selo - Strižilo - Topola - Trnava - Crnče - Šantarovac - Šuljkovac |

En application de la loi sur l'organisation territoriale de la république de Serbie, votée le 28 décembre 2007, Jagodina a obtenu le statut officiel de « ville » ou « cité »  (en serbe, au singulier : Град et Grad ; au pluriel : Градови et Gradovi). Toutes les autres localités de la Ville sont considérées comme des « villages » (село/selo).

## Démographie

### Villeintra muros

#### Évolution historique de la population
| 1948  | 1953   | 1961   | 1971   | 1981   | 1991   | 2002   | 2011   |
| ----- | ------ | ------ | ------ | ------ | ------ | ------ | ------ |
| 9 297 | 12 270 | 19 872 | 27 658 | 35 488 | 37 560 | 35 589 | 37 282 |

#### Pyramide des âges (2002)
| Hommes | Classe d’âge | Femmes |
| ------ | ------------ | ------ |
| 623    | 75 et plus   | 967    |
| 722    | 70-74        | 946    |
| 913    | 65-69        | 1 144  |
| 867    | 60-64        | 1 060  |
| 882    | 55-59        | 978    |
| 1 504  | 50-54        | 1 625  |
| 1 506  | 45-49        | 1 691  |
| 1 234  | 40-44        | 1 447  |
| 1 012  | 35-39        | 1 172  |
| 1 101  | 30-34        | 1 173  |
| 1 253  | 25-29        | 1 260  |
| 1 338  | 20-24        | 1 268  |
| 1 184  | 15-19        | 1 150  |
| 967    | 10-14        | 941    |
| 919    | 5-9          | 914    |
| 865    | 0-4          | 777    |

## Politique

### Élections locales de 2004
À la suite des élections locales serbes de 2004, les 41 sièges de l'assemblée municipale de Jagodina se répartissaient de la manière suivante :
| Parti                                  | Sièges |
| -------------------------------------- | ------ |
| Serbie unie                            | 16     |
| Parti démocratique                     | 8      |
| Parti démocratique de Serbie et alliés | 4      |
| G17 Plus                               | 3      |
| Mouvement serbe du renouveau           | 3      |
| Parti radical serbe                    | 3      |
| Liste « Pour Jagodina »                | 2      |
| Parti socialiste de Serbie             | 2      |

Dragan Marković Palma, chef du parti Serbie unie, a été élu président (en serbe : predsednik) de la municipalité de Jagodina.

### Élections locales de 2008

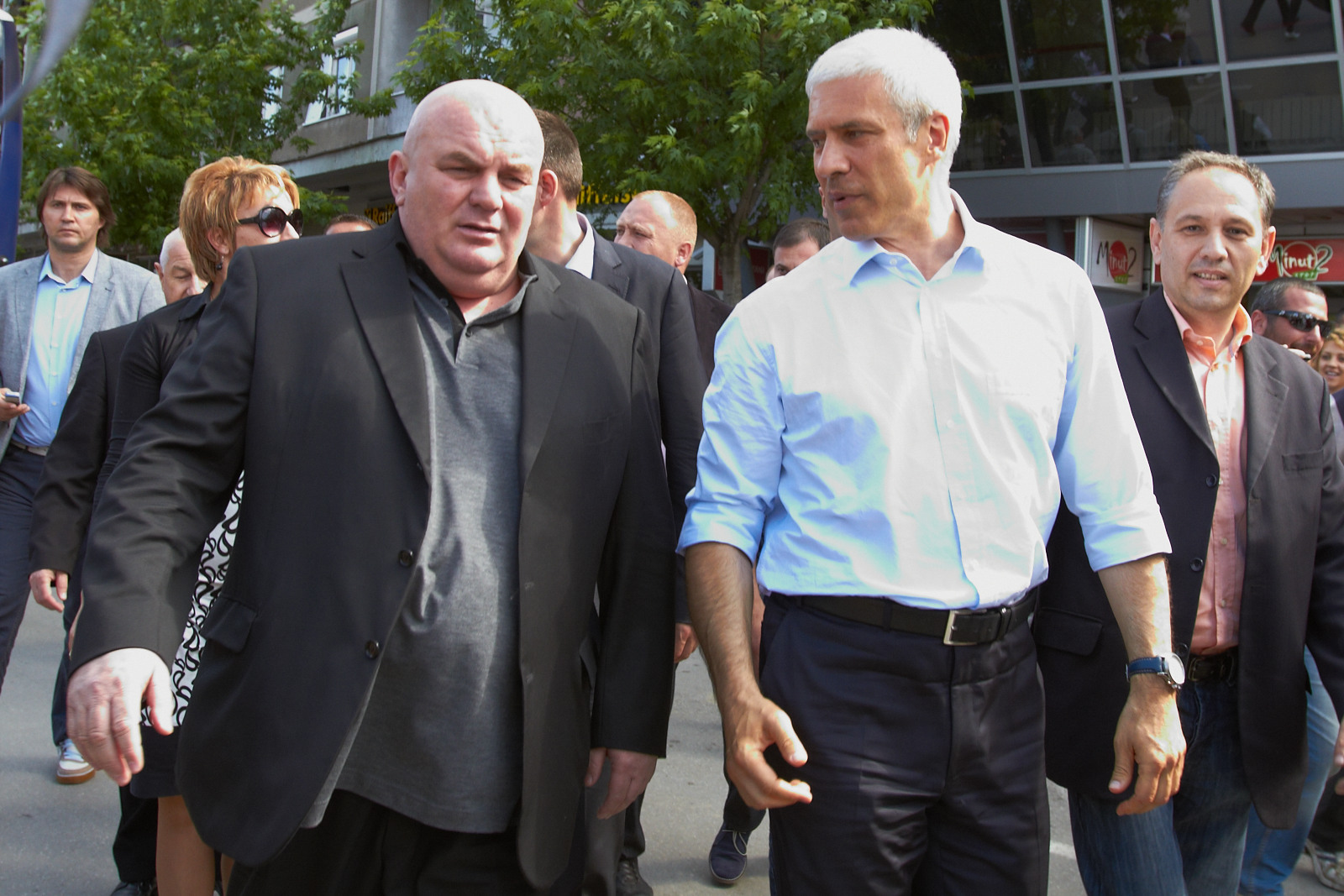
Dragan Marković Palma (à gauche) et Boris Tadić

À la suite des élections locales serbes de 2008, les 31 sièges de l'assemblée de la ville de Jagodina se répartissaient de la manière suivante :
| Parti                                                                         | Sièges |
| ----------------------------------------------------------------------------- | ------ |
| Serbie unie - Parti socialiste de Serbie - Parti des retraités unis de Serbie | 19     |
| Pour une Serbie européenne                                                    | 7      |
| Parti radical serbe                                                           | 3      |
| Parti démocratique de Serbie                                                  | 2      |

Dragan Marković Palma a été élu maire (en serbe : gradonačelnik) de la ville de Jagodina.

### Élections locales de 2012
À la suite des élections locales serbes de 2012, les 31 sièges de l'assemblée de la ville de Jagodina se répartissaient de la manière suivante :
| Parti                                                                         | Sièges |
| ----------------------------------------------------------------------------- | ------ |
| Serbie unie - Parti socialiste de Serbie - Parti des retraités unis de Serbie | 21     |
| Parti progressiste serbe                                                      | 4      |
| Parti démocratique                                                            | 3      |
| Parti démocratique de Serbie                                                  | 2      |

Ratko Stevanović, né en 1944, membre du parti Serbie unie, a été élu maire de la ville de Jagodina.

## Culture

### Institutions et associations
Le Musée régional de Jagodina (en serbe : Zavičajni muzej Jagodina) est une des institutions culturelles les plus importantes de la ville ; créé en 1954, il est installé dans l'ancienne maison Sokolana qui a été construite par l'architecte Momir Korunović en 1935 ; il est constitué de cinq départements : archéologie, ethnologie, sciences, histoire et Beaux-arts. Il abrite environ 200 000 œuvres et objets, dont une collection d'antiquités préhistoriques. En 2009, il a participé à la Nuit européenne des musées en présentant sa collection d'appareils photographiques,, ainsi qu'une collection de photographies anciennes. Jagodina possède également un important Musée d'art naïf et marginal (en serbe : Muzej naivne i marginalne umenosti), créé en 1960 ; il abrite une collection d'environ 2 500 peintures, sculptures ou dessins réalisés par 280 artistes ; on peut y voir des œuvres de Josip et Ivan Generalić, Ivan Rabuzin, Josip Lacković et, surtout, de Janko Brašić, le fondateur de l'École d'art naïf d'Oparić, ainsi que celles de nombreux artistes de l'École d'art naïf de Kovačica. Le Musée d'art naïf a lui aussi participé à la Nuit européenne des musées de 2009, avec une exposition intitulée Anges et fées dans l'art naïf et marginal. Depuis 2008, la ville possède un Musée des figures de cire (en serbe : Музеј воштаних фигура et Muzej voštanih figura), où sont représentées diverses personnalités de l'histoire serbe de Saint Sava à Vojislav Koštunica.
Un premier théâtre a été créé en 1859, avec la Société dilettante de Jagodina (Jagodinska diletantska družina) et, à la fin de 1944, le premier théâtre professionnel a ouvert ses portes dans la ville ; créé par des acteurs venus de Belgrade, il n'eut qu'une existence éphémère. L'actuel Théâtre municipal de Jagodina (en serbe : Gradsko pozorište Jagodina ; en abrégé GPJ) a été créé le 13 septembre 1947 sous le nom de Théâtre municipal amateur (Gradsko amatersko pozorište) ; en 1952, il est devenu un théâtre professionnel et, en 1953, il est devenu théâtre national ; il possède une troupe comptant 18 acteurs. Jagodina dispose aussi d'un Théâtre amateur, créé en 1974, et du Théâtre pour enfants Stanislavski (Dečje pozorište Stanislavski Jagodina). On peut encore citer deux salles récemment créées, le Théâtre Art Krug, qui a ouvert ses portes en décembre 2008 et le Veliki teatar, le « Grand théâtre », créé en 2009.
Parmi les autres institutions et associations culturelles de la ville, on peut citer la Bibliothèque nationale, dont l'origine remonte à 1869 et qui possède un fonds d'environ 100 000 ouvrages, les Archives historiques, créées en 1948, le Centre culturel Svetozar Marković, la Société culturelle et artistique (en serbe : Kulturno umetničko društvo ; en abrégé : KUD) Kablovi, créée en 1952 et qui organise des manifestations folkloriques ou littéraires ou l'Association d'art de Jagodina (Likovno udruženje Jagodine ; en abrégé : LUJ), créée en 1999 et qui organise des expositions de dessins, de peintures, de sculptures et d'arts décoratifs.

### Manifestations
Les Jours de la comédie (en serbe : Дани комедије et Dani komedije) sont un festival de théâtre organisé par le Théâtre municipal de Jagodina et qui se déroule au mois de mars ; il a été créé en 1971 ; en 2009, divers théâtres de Belgrade, de Šabac, de Novi Sad, de Subotica et de Zrenjanin y ont participé, notamment avec des pièces de Dušan Kovačević. L'Automne musical (Muzička jesen) est un festival consacré à la musique classique. Parmi les autres manifestations culturelles, on peut citer le Salon d'octobre, créé en 1970 et organisé par le Musée d'art naïf et marginal. Une manifestation appelée Rencontres au village est organisée chaque année au mois de mars ; elle se déroule dans plusieurs villages de la Ville et a comme but de mettre en valeur le patrimoine folklorique et culturel de la région.

## Religion

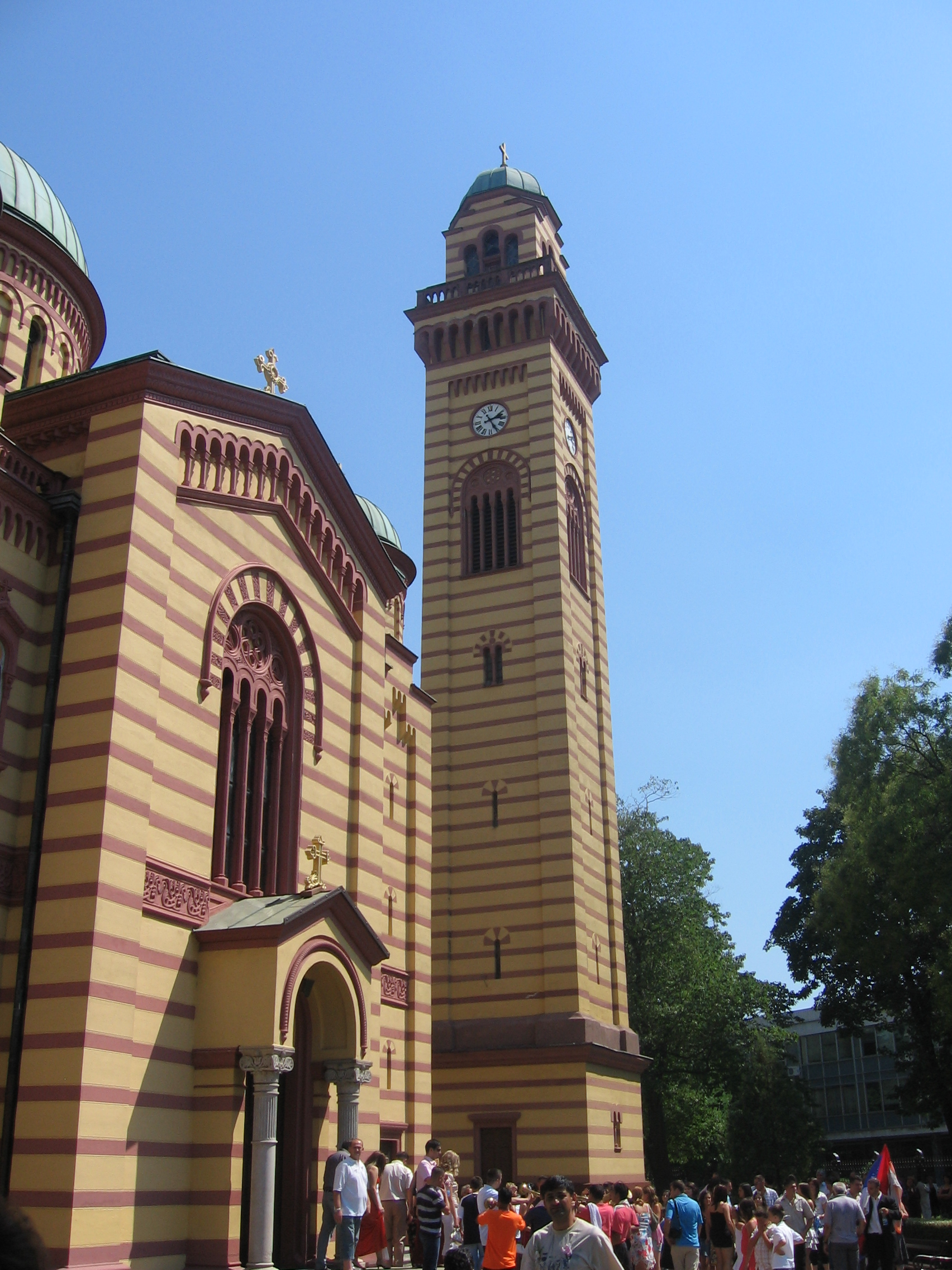
L'église Saint Pierre et Paul de Jagodina.

La ville de Jagodina intra muros comporte cinq édifices religieux (de culte serbe orthodoxe). Le temple des archanges Saint Michel et Saint Gabriel (Hram Svetih Arhangela Mihajla i Gavrila) est la première église construite à Jagodina par le prince Miloš Obrenović entre 1818 et 1824. Elle est aussi appelée la vieille église (Stara Crkva). La nouvelle église (Nova Crkva) est l'église des Saints apôtres Pierre et Paul (Crkva Svetog apostola Petra i Pavla), elle a été construite entre 1896 et 1899 et se situe dans le centre-ville. Il y a également l'église Sainte Parascève (Crkva Svete Petke) située dans le quartier touristique de Jagodina (à côté du centre commercial Vivo et du parc aquatique de la ville), le temple de Saint-Georges-Martyr (Hram Svetog Velikomučenika Georgija) construit dans les années 1890 et situé dans le cimetière de Jagodina. En 1998, l'évèque de Šumadija monsieur Mgr. Sava décide de l'emplacement d'un nouveau temple serbe orthodoxe dans la ville : Le Temple Pokrov de la Sainte-Vierge (Crkva Pokrove Presvete Bogorodice). Sa construction débute en 1999 et est presque achevée de nos jours.
Autrefois, sous l'occupation ottomane, en 1555, une mosquée a été construite à Jagodina. Elle était l'une des plus belles dans les Balkans. En  effet, Jagodina était située sur la route qui mène Belgrade à l'Empire ottoman, l'Europe à l'empire. La mosquée a été détruite en 1928 et une autre avait été construite près de l'actuel tribunal de la ville et elle aussi a été détruite.
Jagodina comportait une communauté juïve avant la seconde guerre mondiale. Durant l'occupation allemande, la majorité d'eux ont disparu dans les camps et le reste de la communauté est parti en Israël.

## Sport
Jagodina possède un club de football, le FK Jagodina, dont l'origine remonte à 1919. Le Stadion FK Jagodina, construit en 2008, est un stade ominisports qui peut accueillir 10 000 spectateurs.
Quant au club de handball féminin du ŽORK Jagodina, il est notamment vice-champion de Serbie en 2011, 2012 et 2013.

## Éducation
La ville de Jagodina dispose de 7 écoles maternelles en serbe : obdaništa), la première ayant été créée en 1944. La première école élémentaires (en serbe : osnovna škola, en abrégé OŠ) de Jagodina a ouvert ses portes en 1808. La ville et son territoire en comptent aujourd'hui onze, dont 6 dans la cité proprement dite et 5 dans les villages alentour. Parmi ces écoles, on peut citer l'école Milan Mijalković, créée en 1951, l'école Goran Ostojić, créée en 1969, l'école Rada Miljković, qui dispose de deux annexes, l'une à Bukovče et l'autre à Voljavče, l'école Boško Đuričić, l'école 17. Oktobar, créée en 1963, ainsi que l'école de musique Vladimir Đorđević (Muzička škola Vladimir Đorđević), qui a ouvert ses portes en 1952. Les écoles primaires de la ville scolarisent environ 6 400 enfants.
La ville compte également 4 établissements d'études secondaires, dont le lycée Svetozar Marković, qui a ouvert ses portes le 26 novembre 1869. En plus de ce lycée d'enseignement général, il y a l'École économique et commerciale Slavko Đurđević (Ekonomsko Trgovinska škola Slavko Đurđević), créée en 1987, la Première école technique (Prva tehnička škola), créée en 1961 et l'École de génie électrique et de génie civil Nikola Tesla (Elektrotehnička i Građevinska škola Nikola Tesla),.
Jagodina accueille une Faculté de pédagogie (Pedagoški fakultet Jagodina), qui est une antenne de l'Université de Kragujevac.
Parmi les autres établissements d'enseignement de la ville, on peut citer l'Université nationale de Jagodina (Narodni univerzitet Jadogina), créée en 1953 ; on y assure des cours de langues pour les enfants et les adultes, mais aussi des cours de comptabilité, d'informatique, de dactylographie, de secrétariat, de couture, de coiffure, ainsi que des formations pour toutes sortes d'autres activités professionnelles ; elle travaille en coopération avec la Faculté de technologie de Bor.

## Médias
Le magazine hebdomadaire Novi Put, « Le Nouveau chemin », est publié à Jagodina depuis 1945. La revue Oglasi Halo Jagodina-Kruševac, créée en 2004 par la société Pejić komerc de Jagodina, diffuse des petites annonces pour la vente et l'achat de biens (automobiles etc.) et de services (locations touristiques) divers ; elle couvre les districts de Pomoravlje et de Rasina et est également disponible sur Internet.
Jagodina possède plusieurs stations de radio, dont la plus importante est Radio Jagodina, qui a commencé à émettre le 23 septembre 1962. Parmi les autres stations figurent Radio Ljubav, Radio Gong et Radio Enigma.
En 1997, le futur maire Dragan Marković Palma la chaîne de télévision privée TV Palma Plus, émettant depuis Jagodina. Depuis le 15 décembre 2000, la chaîne de télévision Televizija Jagodina émet également depuis Jagodina.

## Économie

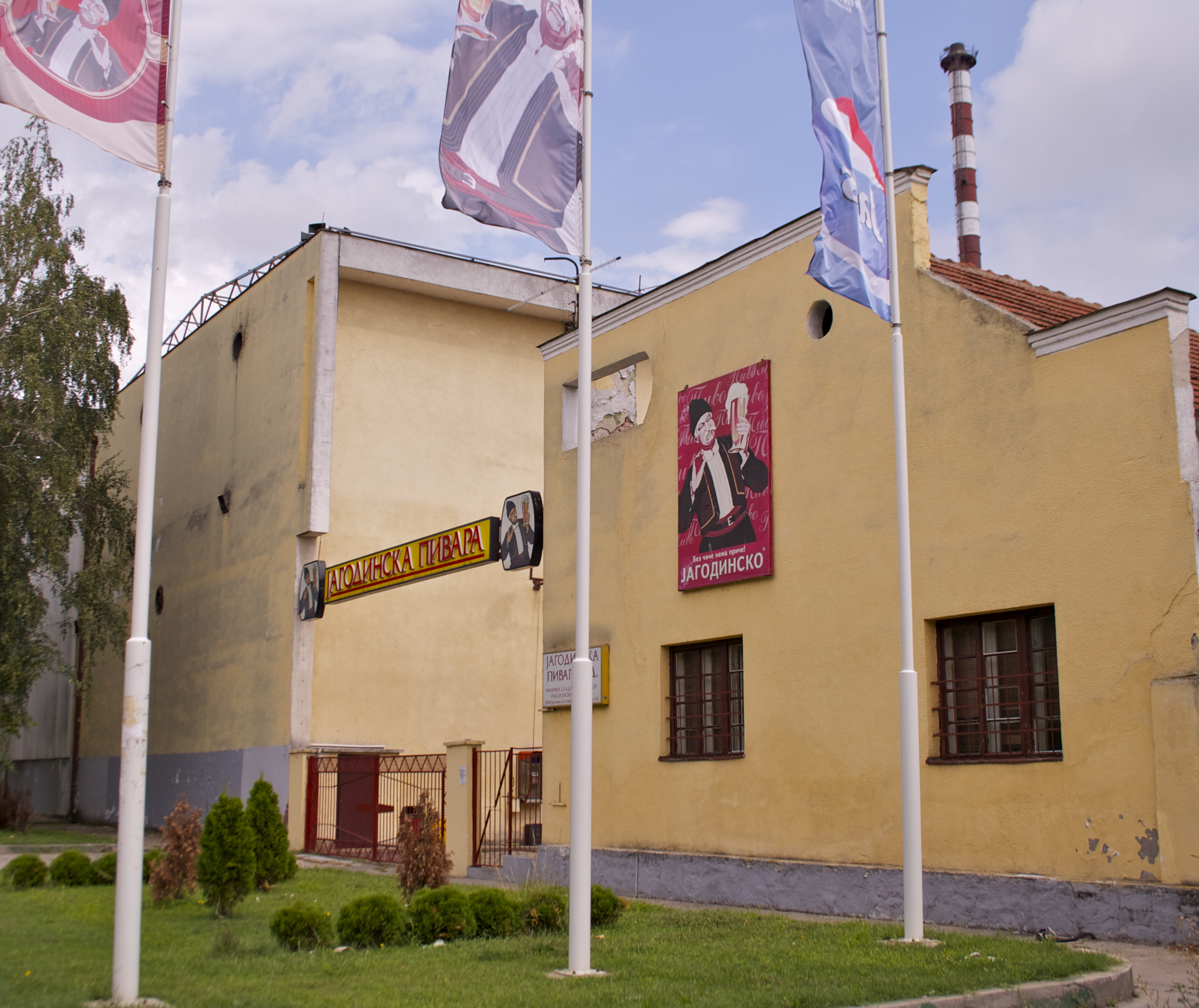
La Jagodinska pivara

La verrerie Fabrika stakla Jagodina a été construite en 1843 sur les bords de la rivière Belica, entre les villages de Belica et de Mišević, au pied du mont Crni vrh ; elle fut à l'époque une des premières usines de Serbie. La brasserie Jagodinska pivara, quant à elle, a ouvert ses portes en 1852. Parmi les entreprises de la ville, on peut citer l'usine Budućnost, créée en 1947 et qui fabrique des meubles et des emballages en bois, ou la société Resava, qui travaille dans l'industrie des vêtements et des articles de bonneterie. La société Fabrika kablova Svetozarevo (SKS), créée en 1955 et située près du village de Bresje, produit des câbles. La société Put conçoit et construit des routes et des immeubles et possède sa propre carrière de sable située près de Lozovik.

## Tourisme
Sur le plan architectural, Jagodina possède quelques édifices anciens comme le konak de Hajduk Veljko Petrović (en serbe :), construit au début du XIXe siècle ; cette résidence, qui comporte un rez-de-chaussée et un étage orné d'un encorbellement, est typique de l'architecture balkanique, avec ses influences ottomanes. La ville possède également trois églises intéressantes. La Vieille église (Stara crkva), a été construite par le prince Miloš Obrenović de 1818 à 1824 dans un style néoclassique. La Nouvelle église (Nova crkva), construite sur les plans de l'architecte Dušan Živanović entre 1896 et 1899, est caractéristique de l'architecture néo-byzantine qui s'est développée dans la seconde moitié du XIXe siècle et au début du XXe siècle. Le Temple de Saint-Georges-Martyr (Hram Svetog Velikomučenika Georgija), quant à lui, construite à l'initiative du riche marchand Vasa Rakić, date également des années 1890.
En plus de ses institutions et manifestations culturelles, la ville offre toutes sortes d'activités de loisir. L'Akva park de Jagodina est un parc aquatique qui possède six piscines, dont une piscine olympique où l'on pratique, notamment, le water-polo ; on y trouve des terrains de sport pour le football, le basket-ball, le handball, le volley-ball et le tennis de table, ainsi que des cafés et des restaurants. La ville dispose d'un parc zoologique (Zoološki vrt), ainsi que d'un parc pour la promenade et les loisirs, le Parc municipal du Đurđevo brdo (Gradski park Đurđevo brdo) ; ce parc, qui s'étend sur 5,35 ha, abrite plus de 40 espèces d'arbres et d'arbustes, ce qui lui vaut d'être classé comme monument naturel.
Les environs de Jagodina, et notamment les monts Crni vrh et Juhor, offrent des possibilités pour la randonnée. L'association Juhor, fondée en 1947, possède une maison de montagne (planinarska kuća) sur le Crni vrh ainsi qu'un terrain où l'on peut pratiquer le camping ; cette maison sert de point de départ à plusieurs sentiers balisés dans la montagne. La société de chasse Jagodina, créée en 1885, dispose d'un domaine de 33 646 ha ; on peut y chasser le chevreuil, le sanglier, le lapin, le faisan, la perdrix grise, mais aussi l'oie et le canard sauvages, le pigeon ramier, la tourterelle et la bécasse des bois, ou encore le renard, le chacal, le chat sauvage, la mouffette et la belette. L'association Magnum, créée en 1999, encadre les activités de pêche sportive dans la région.
Le territoire de la ville de Jagodina abrite quelques monuments intéressants, dont le monastère de Jošanica, situé près du village de Jošanički Prnjavor sur la rive droite de la Jošanička reka, à 10 km à l'est de la cité ; il a été construit à l'époque du prince Lazar (XIVe siècle). Non loin de Jagodina se trouvent également les monastères de Ravanica (XIVe siècle) et de Kalenić (XVe siècle).

## Transports
Jagodina est située sur l'autoroute serbe A1 (route européenne E75), qui, notamment, relie Belgrade et Niš ; la route nationale 23 relie la ville à Kragujevac. Elle est desservie par la ligne de chemin de fer Belgrade-Nis, qui la connecte à l'Europe centrale, à l'Europe du Sud-est et à l'Asie.

## Personnalités
L'architecte Momir Korunović (1883-1969) est né à Glogovac, près de Jagodina.
On peut encore citer :
- Svetozar Marković
- Hajduk Veljko Petrović
- Koča Anđelković
- Miloje Teodorović
- Stanko Arambasić
- Stefan Jakovljević
- Vukoman
- Velisav Stanojlović
- Prokleta Jerina
- Kučuk Alija
- Goran Maksimović (1963-), champion olympique de tir en 1988.

## Coopération internationale
La ville de Jagodina est jumelée avec les villes suivantes :
- Hradec Králové (Tchéquie)
- Corinthe (Grèce)
- Novo mesto (Slovénie)

Elle a également signé des accords de coopération avec les villes suivantes :
- Vienne (Autriche)
- Paris (France)

#### Informations
- (sr) Site officiel de la Ville de Jagodina
- (sr) Tourisme
- (sr) Portail

#### Données géographiques
- (en) Vue satellite de Jagodina sur fallingrain.com